# Râul Idriciu
Râul Idriciu este un curs de apă, afluent al râului Bârlad. 